# Милош Ковић
Милош Ковић (Шабац, 1969) српски је историчар и универзитетски професор.

## Биографија
Завршио је основне студије на Филозофском факултету Универзитета у Београду 1995, где је и магистрирао 2003. године. са темом Западноевропске политичке идеје у "Српском књижевном гласнику" 1901–1914. Докторски рад на тему Бенџамин Дизраели и балканска политика Велике Британије одбранио је 2006. на матичном факултету.
На Универзитету у Оксфорду боравио је на стручном усавршавању академске 2004/2005 године. Учествовао је на међународним конференцијама у Лондону, Фиренци, Јени, Софији, Београду.
Од 2000. предаје општу историју новог века на Филозофском факултету, где је прошао сва научна звања.
Учесник је неколико научно-истраживачких пројеката у организацији Института за савремену историју у Београду, Филозофског факултета и Балканолошког института САНУ.
Области његових истраживања су Међународни односи (крај 18. - почетак 20. века) и Историја политичких идеја (крај 18 - почетак 20. века).
Током марта 2022. професора Ковића су на путу да одржи предавање у Источном Сарајеву са границе вратили босанскохерцеговачки органи на основу процене да је „претња за безбедност БиХ”.
Неколико Ковићевих колега са Одељења за историју су против њега поднели осам кривичних и парничних тужби. Тужбе су подигли због Ковићевић коментара о њиховом раду и интерпретацији историје српског народа. Професор Ковић је био у судском процесу са универзитетским професорима Дубравком Стојановић, Николом Самарџићем, Радошом Љушићем и Владом Станковићем, који су га тужили за увреду части и угледа. Ковић је у завршној речи на суђењу навео како сматра да су подносиоци тужбе вршили систематски прогон свих колега који не деле њихове ставове, погледе на свет и вредности, при чему су протерали неколико професора и доцента, што су покушали и са њим. Он сматра да је иза тужбе намера да се из важних институција и позиција утицаја у српском друштву направе кадровске промене, као и да се ућуткају они који говоре о одговорности НАТО држава у процесу разбијања Југославије. Процес је трајао четири године. Кривични суд у Београду 2023. је одбио оптужбу четворо професора Филозофског факултета који су тужили Милоша Ковића.

## Дела
Аутор
- Disraeli and the Eastern Question. Oxford: Oxford University Press, 2011. XX, 339 str., ilustr.  978-0-19-957460-5 [COBISS.SR-ID 520123543]
- Дизраели и источно питање. Београд: Clio, 2007. 509 стр. илустр.  978-86-7102-284-2 [COBISS.SR-ID 144919052]
- Једини пут: силе Антанте и одбрана Србије 1915. године. Београд, Филип Вишњић, 2016. 262. стр.[9]
- Упоришта. Београд: Катена Мунди, 2016. 253 стр.[10]
- Право на историју, коаутор са Драгом Мастиловић. Београд: Катена Мунди, 2018. 295 стр.[11]
- Завети, Београд: Катена Мунди, 2019, 400 стр.[12]
- Велике силе и Срби 1496–1833 – Милош Ковић. Београд: Катена Мунди, 2021. 240 стр.[13]
- Четири револуције: Европа и свет 1774-1799. Београд: Филип Вишњић, 2021. 285 стр.[14]
- Историја и предање. Београд: Катена Мунди, 2023. 256. стр.[15]

Приређивач
- Срби 1903-1914: Историја идеја, Clio, 2015.[16]
- Гаврило Принцип – документи и сећања, 2014.[17]

Одабрани научни радови
- Ковић, Милош. Политичке идеје Јована Скерлића: поглед из 2014. године. Летопис Матице српске, ISSN 0025-5939, окт. 2014, књ. 494, св. 4, pp. 465–472. [COBISS.SR-ID 290550279]
- Ković, Miloš. Imagining the Serbs : revisionism in the recent historiography of nineteenth-sentury Serbian history. Balcanica, ISSN 0350-7653, 2012, vol. 43, pp. 325–346. [COBISS.SR-ID 522464663]
- Ković, Miloš. The Beginning of the 1875 Serbian Uprising in Herzegovina : the British Perspective. Balcanica, ISSN 0350-7653, 2010, knj.\41, pp. 55–71. [COBISS.SR-ID 520562583]
- Ковић, Милош. Мисија Роберта Лојда-Линѕија у Србији 1876. године. Историјски часопис, ISSN 0350-0802, 2011, књ. 60, pp. 377–391. [COBISS.SR-ID 521065367]
- Ковић, Милош. Британци и Хаџи-Лојина револуција : конзул Едвард Фримен о побуни и окупацији Сарајева 1878. године. Мешовита грађа, ISSN 0350-5650, 2011, књ. 32, pp. 381–414. [COBISS.SR-ID 521064855]
- Ković, Miloš. Prilog za istoriju srpske levice: romantizam i patriotizam Jovana Skerlića. Pravo & društvo, ISSN 1821-4118, 2011, god. 3, br. 3/4, pp. 85–98. [COBISS.SR-ID 189029132]
- Ković, Miloš. Saznanje ili namera : savremena svetska istoriografija o Srbima u XIX veku. Sociologija, ISSN 0038-0318, 2011, 53, 4, pp. 401–416. [COBISS.SR-ID 521619351]
- Ковић, Милош. Велика Британија и Босна и Херцеговина у Источној кризи : (1875-1878). Зборник за историју Босне и Херцеговине, ISSN 0354-9461, 2009, 6, pp. 159–173. [COBISS.SR-ID 521595543]
- Ковић, Милош. Штампа као извор сазнања и као политичко средство : страначки листови Краљевине Србије о Рашкој (1903-1907). Милешевски записи, ISSN 0354-6926, 1996, бр. 2, pp. 257–274. [COBISS.SR-ID 517111701][18]